# خلطان غربي
خلطان غربي (بالكردية: Xaltê Xerbî‏) هي قرية سوريّة تتبع إداريّاً لمحافظة حلب منطقة عفرين ناحية جنديرس. بلغ تعداد سكانها 335 نسمة حسب التعداد السكاني لعام 2004، و977 نسمة حسب قيود السجل المدني لنهاية عام 2005.

## التسمية
كانت القرية تُعرف سابقًا باسم خالتان (بالكردية: Xalta‏)، و«خالتا» اسم منطقة وعشيرة كرديّة حسب الدكتور محمد عبدو علي. كما هناك قسم آخر من القرية يسمى خلطان شرقي.